# Zbigniew Jasicki
 Zbigniew Jasicki  (ur. 16 sierpnia 1915 w Zawadzie na Śląsku Cieszyńskim, zm. 9 stycznia 2001 w Krakowie) – specjalista w dziedzinie sieci i układów elektroenergetycznych. Rektor dwóch politechnik: Śląskiej (w latach 1954–1956) oraz Poznańskiej (w latach 1962–1969).

## Życiorys

### Wykształcenie i praca zawodowa
W 1939 ukończył studia na Wydziale Elektrycznym Politechniki Warszawskiej, a następnie pracował w Elektrowni Miejskiej w Cieszynie. Od 1940 do 1941 kierował laboratorium w Fabryce Porcelany w Boguchwale, a następnie był inżynierem w szwajcarskiej firmie „Brown-Boveri” w Tarnowie. We wrześniu 1942 został wywieziony na roboty do Niemiec. Od stycznia do marca 1944 był osadzony w więzieniu przy Montelupich w Krakowie. W końcu 1944 przez krótki czas współpracował z oddziałami Batalionów Chłopskich i Armii Krajowej na terenie powiatu miechowskiego.
Po zakończeniu działań wojennych wrócił do Krakowa i rozpoczął pracę przy odbudowie krajowej elektroenergetyki w Polskich Liniach Elektrycznych Dalekosiężnych. W okresie 1945–1946 był kierownikiem Wydziału Budowy Sieci w Zjednoczeniu Energetycznym Okręgu Krakowskiego. W latach 1946–1950 pełnił funkcję dyrektora naczelnego Państwowego Budownictwa Elektrycznego w Krakowie, a od sierpnia 1950 do grudnia 1952 był dyrektorem technicznym Centralnego Zarządu Energetyki w Warszawie. W latach 1953–1955 kierował inspektoratem eksploatacyjnym w Ministerstwie Energetyki. W okresie 1955–1962 był dyrektorem naukowym w Instytucie Energetyki w Warszawie. Równocześnie, w latach 1945–1961 pracował na Politechnice Śląskiej, gdzie od listopada 1949 pełnił funkcje kierownika Katedry Sieci Elektrycznych, od 1953 dziekana Wydziału Elektrycznego, a w okresie 1954–1957 był rektorem uczelni. W 1961 roku przeniósł się do Poznania i objął Katedrę Elektroenergetyki w tamtejszej Politechnice. W latach 1962–69 był rektorem tej uczelni, a następnie pełnił funkcję kierownika Katedry Elektroenergetyki. Był wieloletnim członkiem Stowarzyszenia Elektryków Polskich. 
Był autorem m.in. 161 publikacji oraz 4 monograficznych podręczników akademickich.

### Działalność polityczna
W czerwcu 1934 wstąpił do Organizacji Młodzieży Socjalistycznej „Życie” i Związku Niezależnej Młodzieży Socjalistycznej a w listopadzie tego samego roku został członkiem Komunistycznego Związku Młodzieży Polski. W 1945 wstąpił do Polskiej Partii Socjalistycznej, a w 1948 do Polskiej Zjednoczonej Partii Robotniczej. Od 1952 do 1961 był członkiem Komitetu Uczelnianego PZPR na Politechnice Śląskiej, a od 1964 do 1968 na Politechnice Poznańskiej. W latach 1953–1960 był członkiem Komitetu Miejskiego i Komitetu Wojewódzkiego PZPR w Katowicach, a w latach 1963–1969 członkiem Komitetu Wojewódzkiego PZPR w Poznaniu

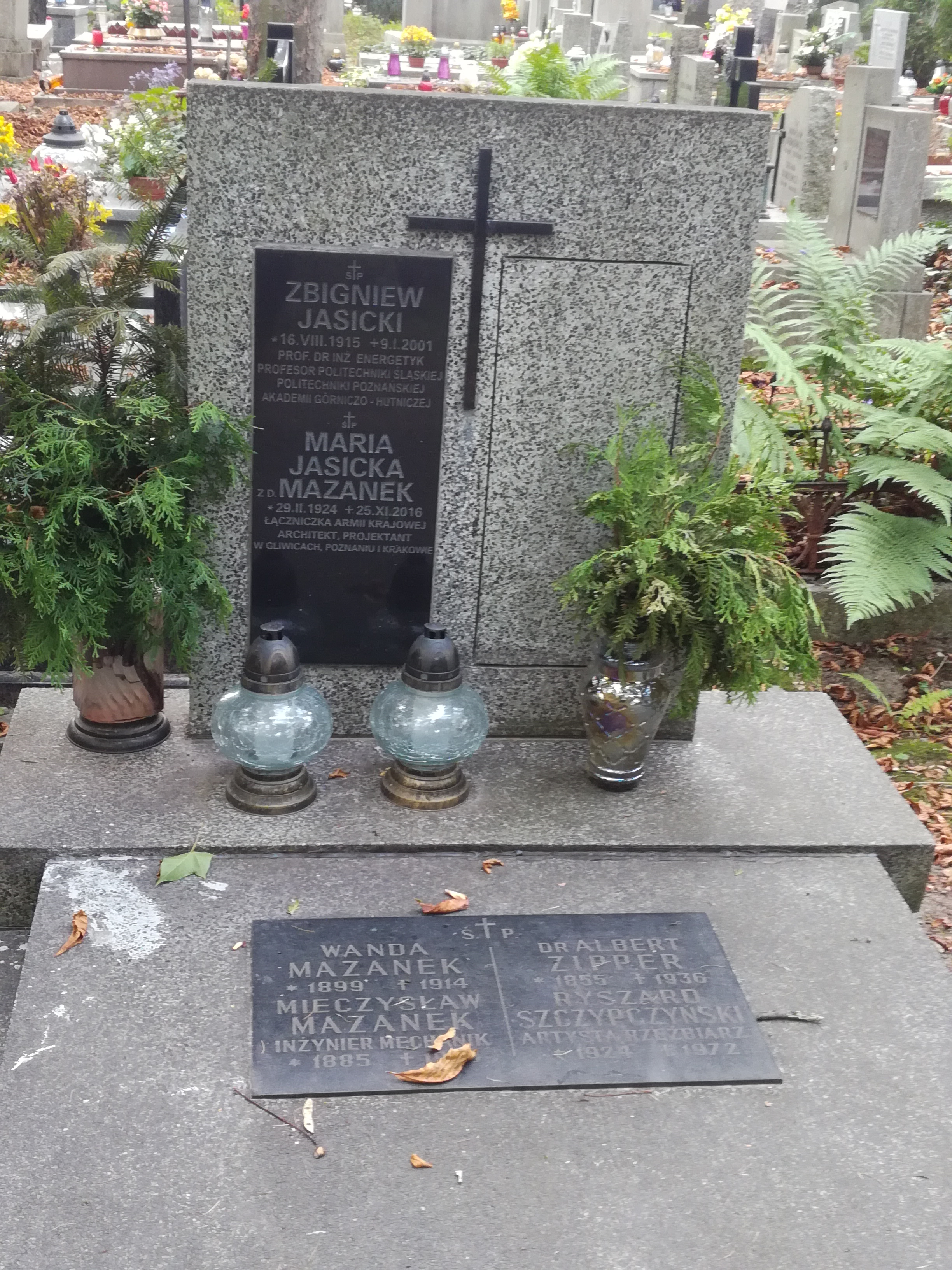
Grób prof. Zbigniewa Jasickiego na cmentarzu Rakowickim

Pochowany na cmentarzu Rakowickim (kw. V, rząd płn.). 

## Odznaczenia i wyróżnienia
W czasach PRL był odznaczony m.in.: Krzyżem Komandorskim i Kawalerskim Orderu Odrodzenia Polski, Orderem Sztandaru Pracy II klasy i Złotym Krzyżem Zasługi. Politechnika Poznańska nadała mu także tytułu doktora honoris causa, a cała uroczystość miała miejsce 26 marca 1987 roku.